# さくやついたち
さくやついたちは、日本のゲームの原画家・イラストレーター。東京都立川市在住。Waffle所属。過去のペンネームに朔夜朔日、さくや朔日がある。

## 経歴
2000年に発売された『Message 〜届けこの想い〜』でデビュー。当時は会社員と兼業であり、その後退職している。
漫画活動としては複数のアンソロジーに参加している他、2011年からは『まんがタイムきららMAX』で『√中学生』を連載していた。

## 担当作品

### ゲーム原画
- Message 〜届けこの想い〜
- レボリューション 〜revolution〜[7]
- 育成麻雀 麻雀遊戯[7]
- 特別接待[7]
- 崖っプチ家計簿
- 隣人[7]
- 水泳教室[7]
- 抜け忍 捕獲、そして調教へ…[7]
- 汁だく接待[7]
  - 汁だく接待 汁だらけの街 おかわり二杯目 〜命短し、犯せよ乙女!編〜
  - 指先案内人 汁だく接待おかわり三杯目 〜淫惑、性感開発エステ編〜
- 右手がとまらない僕と、幼なじみの姉妹 [7]
  - 右手がとまらない僕と、新人ナース[7]
- 都合のよいセックスフレンド?[7]
- すくみず食べ放題[8]
- ドーナドーナ いっしょにわるいことをしよう (ユニークヒロイン)[9]
- 蛇足[10]

### イラスト
- 神繍皇女 - 横浜高速鉄道みなとみらい線マスコットキャラクター
- ブック×マーク!（著：檜山直樹、ガガガ文庫）
- 学園まいむまいむ 男子生徒は僕ひとり!?（著：大熊狸喜、二次元ドリームノベルズ）
- ロミオの災難（著：来楽零、電撃文庫）
- 都合のよいセックスフレンド?（著：姫ノ宮レイ、パラダイムノベルス）
- 彼岸花の咲く夜に（著：竜騎士07、富士見ファンタジア文庫）
- 正義の味方の味方の味方（著：哀川譲、電撃文庫）
- 天下統一クロニクル
- モンストラクター（著：哀川譲、電撃文庫）
- 抜け忍 捕獲、そして調教へ…（著：有栖月明里、G-typeノベルズ）

### 漫画
- 汁だく接待アンソロジーコミックス（二次元ドリームコミックス）
- けいおん!アンソロジーコミック 4（芳文社）[11]
- 魔法少女まどか☆マギカ 4コマアンソロジーコミック（芳文社）[12]
- √中学生（まんがタイムきららMAX（芳文社））
- 魔法少女まどか☆マギカ 4コマアンソロジーコミック 1（芳文社）
- ひだまりスケッチ ストーリーアンソロジーコミック 1（芳文社）

## 画集
- 月面歩行
- さくやついたちイラストワークス

## 参考
- 仕事情報